# 戰慄糖果屋
《戰慄糖果屋》（英語：Gretel & Hansel）是一部2020年黑暗奇幻恐怖電影，改編自格林兄弟的德國民間傳說故事《糖果屋》。該片由奧茲·柏金斯執導，弗雷德·伯傑、布萊恩·卡瓦諾-瓊斯和丹·卡根擔任製片，羅布·海耶斯編劇。蘇菲亞·莉莉絲、薩姆·利基、艾麗絲·克里奇和潔西卡·德·古維一起飾演同名角色。故事講述格蕾特和漢塞爾進入黑暗的森林尋找工作和食物，然後偶然發現了女巫的家。
2018年10月，獵戶座影業宣布開始電影開發，莉莉絲將擔任該電影主演。不久之後又加入了其他演員，並於2018年11月至12月在愛爾蘭都柏林進行了拍攝。獵戶座影業於2020年1月 31日通過聯藝電影在北美發行。該片在全球獲得了2200萬美元的票房收入，評論家的評價褒貶不一，人們稱讚其視覺效果、攝影、恐怖元素和表演，但對影片緩慢的節奏和劇本提出批評。

## 故事大綱
女孩葛麗特（蘇菲亞·莉莉絲飾）帶著弟弟韓賽爾進入一片幽暗密林，飢寒交迫的兩人原本希望可以在這裡找到食物和工作，卻遇上了令人恐懼的邪惡存在。

## 演員
- 蘇菲亞·莉莉絲 飾演 葛麗特[8]
- 薩姆·利基 飾演 漢賽爾[9]
- 艾麗絲·克里奇 飾演 霍勒/女巫[9]
  - 潔西卡·德·古維（英语：Jessica De Gouw） 飾演 年輕的霍勒
- 查爾斯·巴巴洛拉（英语：Charles Babalola） 飾演 亨茨曼（Huntsman）[10]
- 菲奧娜·奧肖內西 飾演 母親
- 唐查·克勞利 飾演  斯特里普大師（Master Stripp）
- 梅洛迪·卡里洛 飾演  魅惑魔女
- 喬納森·德萊尼·泰南 飾演 父親
- 喬納森·岡寧 飾演 瘦弱的男人
- 伊恩·肯尼 飾演 騎士
- 阿卜杜勒·阿爾沙裡夫 飾演騎士
- 曼努埃爾·龐博 飾演 騎士
- 洛麗絲·哈里森 飾演 魔女
- 朱莉婭·多爾蒂和比阿特麗克斯·帕金斯（演員表未列出） 飾演 漂亮的孩子

## 發行
該電影由聯藝電影定檔2020年1月31日上映。

### 家庭影音
華納兄弟家庭娛樂公司於2020年4月7日以數位形式發行了該電影，並於2020年5月5日以DVD和藍光光碟形式發行。

## 評價

### 票房
在美國和加拿大，該電影與《復仇謎奏》同時上映，預計在首映週末在3,000家影院中獲得400-700萬美元的票房。該電影首日票房為230萬美元（包括星期四晚上的預售票房收入475,000美元），最終以610萬美元的成績排名第四。

### 批判性評價
在爛番茄上，根據112篇評論，該電影獲得了63%的好評，平均評分為6.3/10。該網站的評論一致認為：「《戰慄糖果屋》的視覺效果令人滿意，儘管在故事講述方面有些迷失在森林中。」在Metacritic上，根據17位評論家的評分，該電影獲得了64分的加權平均分，表示「普遍好評」。由CinemaScore調查的觀眾對該電影的評分在A+至F的評分尺度上平均為「C−」。

## 外部連結
- 互联网电影数据库（IMDb）上《戰慄糖果屋》的资料（英文）
- 爛番茄上《戰慄糖果屋》的資料（英文）